# 流れ者の物語
『流れ者の物語』（ながれもののものがたり、原題：Boomer's Story）は、アメリカ合衆国のミュージシャン、ライ・クーダーが1972年に発表した、ソロ名義では3作目のスタジオ・アルバム。

## 背景
ダン・ペンとチップス・モーマンが共作した「ダーク・エンド・オブ・ザ・ストリート」は、元々はジェイムス・カーによる録音で知られる曲だが、本作ではギター中心のインストゥルメンタルとなっている。また、スリーピー・ジョン・エスティス作の「スウィート・ママ」と「ケネディ大統領」が取り上げられており、後者ではエスティス本人がリード・ボーカルを担当した。なお、エスティスのパートはテネシー州コリアーヴィルで録音された。
「旗のもとに集まろう」のピアノはランディ・ニューマンによる。

## 反響・評価
セールス的には成功を収められず、母国アメリカではBillboard 200入りを逃す結果となった。Brett Hartenbachはオールミュージックにおいて5点満点中4点を付け「彼の過去のレコーディングがそうであるように、彼はブルース界の伝説であるスリーピー・ジョン・エスティス、ソングライターのダン・ペン（両名とも本作に参加している）、それに偉大なるスキップ・ジェイムズを含む面々の名曲のみならず、アメリカのフォーク及びブルースの、失われ無視されてきた曲にも目を向けている」「『ライ・クーダー・ファースト』ほどエキセントリックでも『紫の峡谷』ほど折衷的でもなく、彼の傑作の一つに位置する」と評している。

## 収録曲
1. 流れ者の物語 - Boomer's Story (Traditional) - 4:16
2. チェリー・ボール・ブルース - Cherry Ball Blues (Skip James) - 4:13
3. ブラック・チキン - Crow Black Chicken (Lawrence Wilson) - 2:20
4. スウィート・ママ - Ax Sweet Mama (Sleepy John Estes) - 4:27
5. マリア・エレナ - Maria Elena (Lorenzo Barcelata) - 4:32
6. ダーク・エンド・オブ・ザ・ストリート - The Dark End of the Street (Dan Penn, Chips Moman) - 3:27
7. 旗のもとに集まろう - Rally 'Round the Flag (Traditional) - 3:39
8. 翼と祈りに支えられ - Comin' in on a Wing and a Prayer (Harold Adamson, Jimmy McHugh) - 3:03
9. ケネディ大統領 - President Kennedy (Sleepy John Estes) - 4:38
10. ミスター・レイルロード・マン - Good Morning Mr. Railroad Man (Traditional) - 4:32

## 参加ミュージシャン
- ライ・クーダー - ボーカル、ギター、マンドリン
- スリーピー・ジョン・エスティス - ボーカル、ギター(on #9)
- ジム・ディッキンソン - ピアノ、ベース、ボイス
- ランディ・ニューマン -ピアノ(on #7)
- トミー・マクルーア - ベース
- ジム・ケルトナー - ドラムス
- ロジャー・ホーキンス - ドラムス
- ミルト・ホランド - パーカッション
- ジーン・フィニー - ハーモニカ
- ジョージ・ボハノン - ホーン
- チャールズ・ロウイング - クラリネット
- ダン・ペン - ボイス